# Sant Aniol de Finestres
Sant Aniol de Finestres è un comune spagnolo di 306 abitanti situato nella comunità autonoma della Catalogna.